# Saccharase-isomaltase
La saccharase-isomaltase est une glycoside hydrolase qui catalyse l'hydrolyse des liaisons (1→6)-α-D-osidiques de certains oligosaccharides produits par la digestion de l'amidon et du glycogène par l'α-amylase et dans l'isomaltose.
Cette enzyme est présente au niveau de la bordure en brosse de l'intestin grêle,,. Elle est exprimée préférentiellement dans la membrane apicale des entérocytes. Elle a pour fonction de digérer les glucides de la ration alimentaire tels que l'amidon, le glycogène et l'isomaltose, ce qui permet leur dégradation en vue de produire de l'énergie métabolique